# Ermita de Santa Lucía (Valencia)
La ermita de Santa Lucía, junto con el recinto del Hospital Viejo, fue declarada en 1963 Monumento Histórico Artístico Nacional y en el 2007 Bien de Interés Cultural, con el número de anotación ministerial: R-I-51-0012195, y fecha de anotación 28 de noviembre de 1963. Se encuentra ubicada en la ciudad de Valencia, en la calle del Hospital.

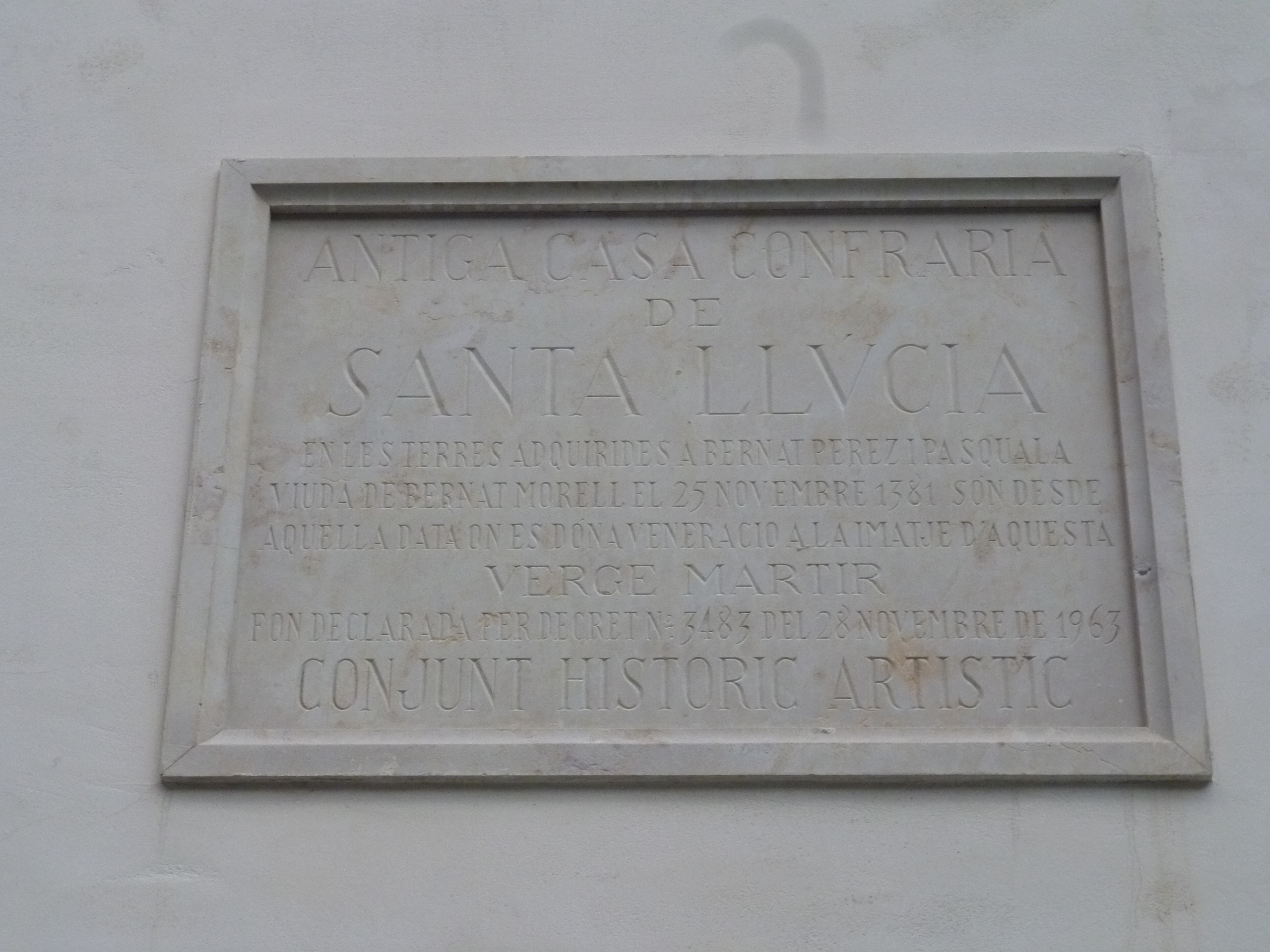
Placa de la ermita de Santa Lucía (Valencia)

## Descripción histórico-artística
Poco tiempo después de la conquista de la ciudad por Jaime I de Aragón en 1238 en la Catedral de Valencia, bajo el título de "Almoyna de Santa Lucía", se fundó la cofradía de Santa Lucía, virgen y mártir. La capilla de la cofradía estaba en la girola, en el lugar que hoy ocupa la Capilla de San Rafael Arcángel y fue creada en 1276 a instancias de doña Constanza de Suabia, hija de Manfredo rey de Sicilia, que estaba casada con el rey Pedro III de Aragón. Más tarde, en 1399, el rey Martín el Humano autorizó a los cofrades la construcción de una ermita, cerca del Portal de Torrente, dejando su ubicación en la Catedral de la ciudad. La Cofradía cedió, en 1410, parte de su huerto, para construir el dormidor de locos del Hospital General.

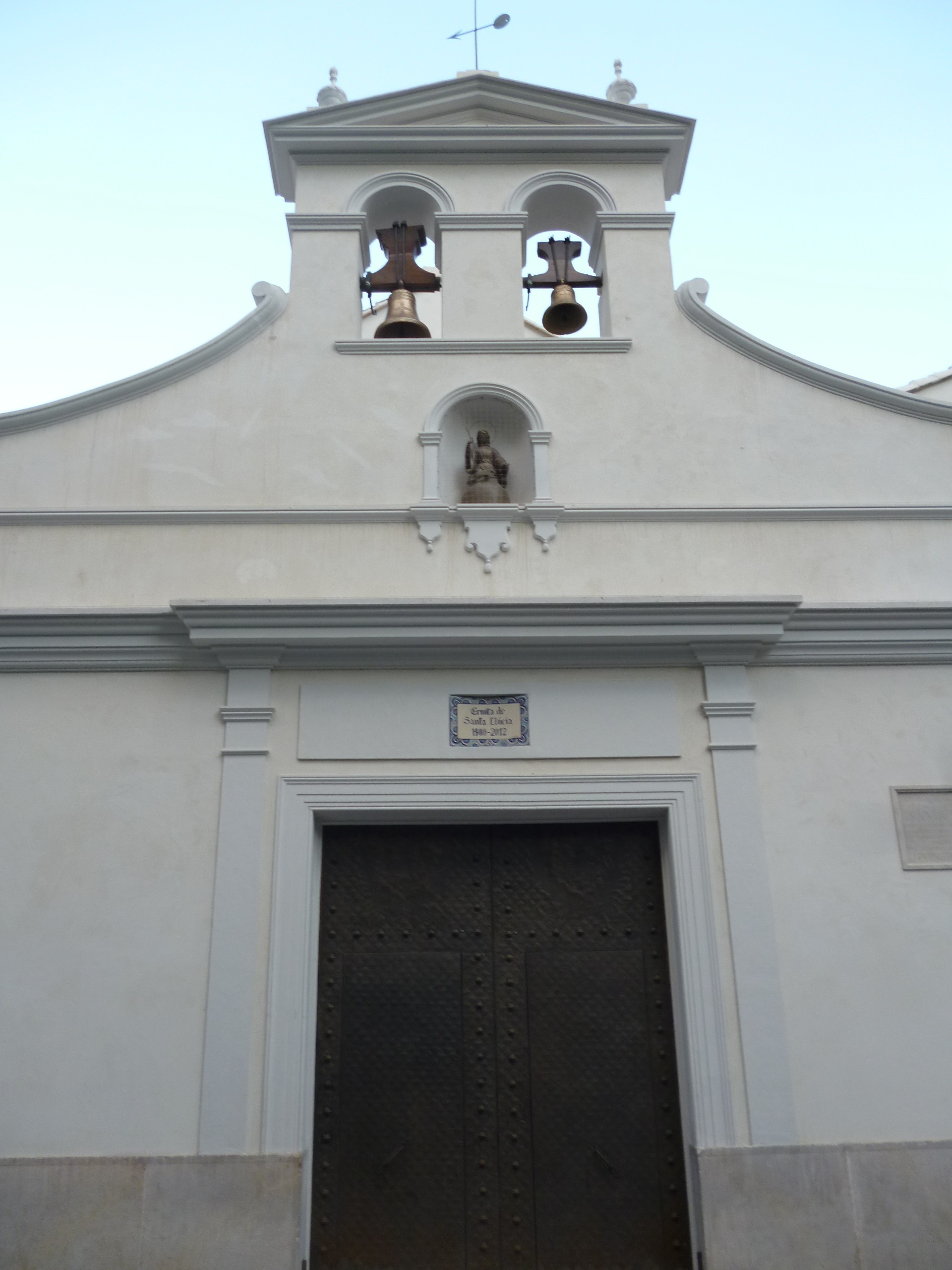
Fachada de la ermita de Santa Lucía (Valencia)

El actual templo se terminó en 1511, aunque fue ampliado en el siglo XVIII en estilo neoclásico. Está compuesta por dos naves, una principal, de estilo gótico, de pequeñas proporciones que fue recubierta posteriormente por bóvedas de medio cañón con lunetos, excepto en el presbiterio, donde se ve la bóveda de aristas; y otra más estrecha y corta en el lado de la epístola. El interior de la iglesia tiene un zócalo de azulejos hasta una altura de un metro. La separación de ambas naves se realiza mediante arcos formeros de medio punto. La sacristía queda junto a la cabecera en el lado de la epístola.
El retablo mayor es de estilo barroco y está dorado, tiene una imagen de la santa en el centro a tamaño natural entre columnas salomónicas. La imagen de la santa es del siglo XVIII. En su mano derecha sostiene la palma del martirio y en la izquierda un plato con dos ojos. En la parte superior del retablo un óleo representando a la Sagrada Familia y en ático el escudo pontificio y real de la cofradía. En la base de la mesa del altar se puede encontrar un relicario conteniendo un trozo de hueso de la santa. A ambos lados del retablo mayor encontramos cuatro óleos sobre lienzos, dos de ellos a ambos lados del retablo y los otros dos en los muros laterales. A la izquierda del Retablo encontramos un óleo sobre lienzo de Santa Lucía obra de Evaristo Muñoz Estarlich (1684-1737) fechado hacia 1730 y a la derecha un lienzo dedicado a los santos Abdón y Senén (los santos de la Piedra). En el muro lateral izquierdo, se puede observar un lienzo de la Virgen de los Desamparados. Se trata de una obra atribuida a Gaspar de la Huerta (Campillo de Altobuey [Cuenca] 1645 - Valencia 1714) fechado hacia 1680. En el muro lateral derecho, tenemos un lienzo de San Isidro Labrador.
La iglesia dispone de dos pequeñas capillas en la nave de la epístola, dedicadas a Santa Águeda (en la cual se encuentra la pila bautismal de la antigua parroquia de San Lucas, que durante un breve espacio de tiempo, tuvo titulación en esta ermita), en la que encontramos en el muro lateral el Retablo de las Almas o del Juicio Final con el Arcángel San Miguel, lienzo fechado alrededor del año 1500 de autor anónimo; y al Santísimo Cristo del Perdón. También en este mismo lado de la epístola, justo en el arranque de la nave central, encontramos sobre el muro un sencillo retablo en cuya hornacina central acristalada encontramos un lienzo de la Virgen María dando de mamar al Niño Jesús. En el lado del evangelio no existen capillas, pero podemos encontrar cinco retablos enrasados de estilo barroco en madera tallada y dorada. Comenzando por el retablo más cercano al presbiterio, vemos a Cristo como Buen Pastor alimentando con su sangre a unos corderos, el segundo con una imagen de medio cuerpo de la Virgen, el tercero dedicado a San José, el cuarto a San Antonio de Padua y el quinto y último más cercano a los pies del templo con una imagen de cuerpo entero de la Virgen María. A los pies el templo se sitúa el coro alto donde encontramos un "armonium" que perteneció al Cardenal Benlloch. La fachada realizada en 1860 por Sebastián Monleón Estellés tiene tres puertas, sobre la central una espadaña de dos vanos realizada en 1865 por Luis Peseto. Dispone de dos campanas llamadas Santa Lucía (1786) y Santa Águeda (1872). Bajo la espadaña en una hornacina un busto en bronce de Santa Lucía y en ambos extremos de la fachada dos esculturas representando una de ellas a "La Virtud" y la otra "El Martirio".
La Casa Cofradía de Santa Lucía se encuentra en esta ermita. Tiene su entrada por una puerta situada en la fachada principal. En el primer piso se encuentra el Archivo Histórico, mientras que en el segundo piso se encuentra la Sala de Juntas y la Sala Grande que alberga un pequeño museo de arte. En el archivo histórico se contienen documentos y pergaminos con los privilegios que tiene la cofradía y otros documentos de alto interés histórico. En la parte reservada a Museo se pueden encontrar una talla de Cristo crucificado del siglo XVII, la imagen procesional de vestir de Santa Lucía, el retablo original de la fundación de la cofradía con la imagen de la santa acompañada por San Vicente Mártir y San Vicente Ferrer. Entre el patrimonio mueble que podemos encontrar en el interior de la ermita, podemos destacar un pequeño retablo con una copia de la imagen del patriarca San Juan de Ribera que habitualmente se considera como su verdadero retrato. Bajo la imagen un texto nos recuerda su presencia en este lugar y la fecha.
Santa Lucía nació hacia el 283 en Siracusa (isla de Sicilia) y fue martirizada en el año 310. Santa Lucía es patrona de los ciegos, ya que según la tradición su martirio consistió en arrancarle los ojos, aunque en ninguna historia de su martirio se cita que fuera torturada con este método. También como hecho curioso podemos citar que en todas las representaciones de Santa Lucía se le ve con un platillo con sus ojos arrancados pero sin embargo la santa siempre aparece con ellos puestos. Otra tradición afirma que Lucía fue prometida en contra de su voluntad a un hombre pagano, ésta se presentó ante él y le preguntó qué es lo que más le gustaba de su cuerpo y éste le contestó que sus ojos, acto seguido cogió una espada y se arrancó los ojos, le volvió a pedir que le dejara consagrar su vida a Dios y este se negó. Su pretendiente denunció a las autoridades romanas a Lucía por ser cristiana y fue ejecutada. Sus restos mortales descansan en la Iglesia de San Jeremías de Venecia.